# Amiota asymmetrica
Amiota asymmetrica este o specie de muște din genul Amiota, familia Drosophilidae, descrisă de Chen și Takamori în anul 2005. Conform Catalogue of Life specia Amiota asymmetrica nu are subspecii cunoscute.